# Жиль Сюню
Жиль Сюню (фр. Gilles Sunu, нар. 30 березня 1991, Шатору) — французький і тоголезький футболіст, що грав на позиції нападника, зокрема за «Анже» та «Шатору», а також за національну збірну Того.

## Клубна кар'єра
Народився 30 березня 1991 року в місті Шатору. Вихованець юнацьких команд «Шатору» та лондонського «Арсенала».
Із 2008 року почав включатися до заявки головної команди «Арсенала», проте за основу «канонірів» так і не дебютував. 
Згодом з 2010 року віддавався в оренду до «Дербі Каунті», а 2011 року повернувся на батьківщину, ставши гравцем «Лор'яна».
Протягом 2015—2020 років захищав кольори «Евіана», «Анже» та турецького «ББ Ерзурумспор».
Завершував ігрову кар'єру в рідному «Шатору», за який виступав протягом 2020—2023 років.

## Виступи за збірні
2007 року дебютував у складі юнацької збірної Франції (U-17), загалом на юнацькому рівні взяв участь у 45 іграх, відзначившись 9 забитими голами.
2011 року залучався до складу молодіжної збірної Франції. На молодіжному рівні зіграв у 6 офіційних матчах.
2018 року дебютував в офіційних матчах у складі національної збірної Того. Загалом протягом чотирьох років провів у її формі 12 матчів, забивши 2 голи.

## Титули та досягнення

### Збірні
- Франція (U-19)

чемпіон Європи серед юнаків (U-19) (1): 2010